# Leptura atrimembris
Leptura atrimembris es una especie de escarabajo longicornio del género Leptura, categorizada en la tribu Lepturini, de la subfamilia Lepturinae. Fue descrita por Pic en 1923.

## Descripción
Mide 15-17 mm de longitud.

## Distribución
Se distribuye por Vietnam.